# سیارک ۳۶۲۲۶
سیارک ۳۶۲۲۶ (به انگلیسی: 36226 Mackerras، نامگذاری:1999UQ4) سی و شش هزار و دویست و بیست و ششمین سیارک کشف شده‌است که در ۳۱ اکتبر ۱۹۹۹ کشف شد.